# Vågbrytaren
Föreningen Vågbrytaren, bildad i Järna 2002, är en rikstäckande ideell och obunden förening som verkar för upplysning och informationsspridning om påstådda negativa hälsoeffekter med elektromagnetisk strålning och utbyggnaden av trådlös teknik.

## Riksorganisation
Vågbrytarens Riksorganisation arbetar med att:
- Sprida information om skadlig inverkan av elektromagnetisk strålning
- Utger tidningen ”Vågbrytaren”
- Tillhandahåller informationsmaterial
- Ger information om liknande föreningar i andra länder

## Lokala organisationer
Följande lokalorganisationer finns organiserade:
- Vågbrytaren Stockholm
- Vågbrytaren i Väst
- Vågbrytaren Sydost
- Vågbrytaren i Vadstena
- Vågbrytaren mellan Vänern och Vättern
- Vågbrytaren Ölme
- Vågbrytaren Stjärnsund (Hedemora)
- Vågbrytaren i Pajala
- Vågbrytaren i Varberg

## Officiella webbplatser
- Vågbrytaren
- Vågbrytaren Stockholm